# Werner Janensch
Werner Janensch, né le 11 novembre 1878 à Herzberg dans la province de Saxe et mort le 20 octobre 1969 à Berlin, est un paléontologue, géologue et explorateur allemand. 

## Biographie
Werner Janensch est connu pour avoir organisé, en 1910, avec son confrère Edwin Hennig, l'expédition au Tendaguru, qui est maintenant la Tanzanie, en Afrique de l'est. Il découvrit d'importantes quantités d'ossements fossiles de dinosaures datant du Jurassique, notamment des squelettes de brachiosaures.
Il découvrit et créa le taxon pour le dicraeosaurus ainsi que pour l'elaphrosaurus.
Il fut le conservateur du musée d'histoire naturelle de Berlin.
Le Janenschia, qui est un genre de dinosaure sauropode du Jurassique supérieur retrouvé en Afrique, a été nommé ainsi en l'honneur de Werner Janensch.